# Love À Queima Roupa
"Love À Queima Roupa" é uma canção da cantora e compositora Marília Mendonça. Lançada como parte do álbum Todos os Cantos (2019), em 9 de maio de 2019, pela gravadora Som Livre.

## Composição
Igual as outras canções do álbum Todos Os Cantos, "Love À Queima Roupa" não é uma canção autoral de Marília Mendonça. Seus compositores são Elcio Di Carvalho, Sando Neto, Ray Antonio, Murilo Huff e Flavinho Tinto.
A letra da canção aborda temas típicos do universo sertanejo, explorando emoções intensas e situações amorosas.

## Gravação
Mesmo com a música ter sido lançada em fevereiro de 2019, ela foi ganhar um clipe apenas em 9 de maio de 2019, onde foi gravada ao vivo na Praça dos Martírios, em Maceió. Mesmo com o anúncio da gravação sendo feito no mesmo dia, o público lotou a Praça dos Martírios.
Em certa parte da música, Marília fala "Uma noite apenas vai ser pouca" que acabou se tornando um bordão muito usado pelo seus fãs.

## Lançamento e Recepção
A música "Love À Queima Roupa" foi oficialmente lançada em 09 de maio de 2019. a música bateu 2 milhões de visualizações em apenas 5 dias, se tornando um sucesso no Brasil, atingindo top 10 de canções mais escutas da semana. Até a morte da Marília em 05 de novembro de 2021, a canção tinha 101 milhões de visualizações no YouTube e cerca de 45 milhões de reproduções no Spotify. No início de 2024, a canção atingiu a marca de 126 milhões de visualizações no YouTube, e mais de 65 milhões de reproduções no spotify.